# Roberto Stagno
Vincenzo Andrioli, conocido artísticamente como Roberto Stagno (Palermo, 18 de octubre de 1840, según algunas fuentes 1836 - Génova, 26 de abril de 1897), fue un tenor italiano. Se convirtió en uno de los primeros intérpretes de la ópera verista italiana en la década de 1890, aunque también poseía facultades para el repertorio belcantista.

## Biografía
Stagno estudió en Milán e hizo su debut operístico en Lisboa en 1862, en el papel de Rodrigo de Otello. Su primer gran éxito se produjo algunos años después, al tener que sustituir al gran tenor Enrico Tamberlick en una función de Robert le diable en el Teatro Real de Madrid. Durante los treinta años siguientes, Stagno construyó una sólida carrera internacional, cantando en los principales teatros de Italia, España (especialmente querido en el Teatro Real; también destacable las dos visitas en 1888 en Las Palmas de G.C. donando en su primer concierto recaudación para asistencia de un naufragio acontecido el día de su llegada. La ciudad lo ha honrado con la dedicación de una Plaza junto al principal teatro), Rusia y Francia. Stagno también se hizo popular en Argentina, donde debutó en 1879, así como en Estados Unidos, donde cantó el papel protagonista de Faust en la representación inaugural de la primera sede de la Metropolitan Opera de Nueva York, en la Calle 39, el 22 de octubre de 1883. Permaneció en la compañía del Met durante toda la temporada 1883/84, pero no fue contratado en la temporada siguiente, al parecer porque al público no le agradó el exceso de vibrato en su voz. Continuó su carrera, sin embargo, con gran éxito, en Sudamérica y Europa.
El 17 de mayo de 1890 entró en la historia de la ópera, al cantar en el Teatro Costanzi de Roma el papel de Turiddu en el estreno mundial de la primera ópera verista, Cavalleria Rusticana, de Pietro Mascagni. Su pareja, Gemma Bellincioni cantó el papel de Santuzza. Se habían conocido en el barco que los llevaba a cantar a Buenos Aires en 1886. En la década de 1890, Stagno se presentó en Viena, Fráncfort del Meno, Zúrich, Brno y Berlín.
Stagno murió en Génova, a los 57 años, víctima de problemas renales y cardiacos.